# UCI World Tour 2022
De UCI World Tour 2022 was de twaalfde editie van deze internationale wielercompetitie die georganiseerd werd door de UCI.

## Ploegen
Dit seizoen waren er achttien ploegen die in alle wedstrijden mochten starten. Team Qhubeka-ASSOS stopte, Astana-Premier Tech werd Astana Qazaqstan en Deceuninck–Quick-Step ging verder als Quick Step-Alpha Vinyl.
| Ploeg                              | Land                         | Renners | Fietsmerk        | UCI-Code | Sinds |
| ---------------------------------- | ---------------------------- | ------- | ---------------- | -------- | ----- |
| AG2R-Citroën                       | Frankrijk                    | 29      | BMC              | ACT      | 2000  |
| Astana Qazaqstan                   | Kazachstan                   | 29      | Wilier Triestina | AST      | 2005  |
| Bahrain Victorious                 | Bahrein                      | 28      | Merida           | TBV      | 2017  |
| BORA-hansgrohe                     | Duitsland                    | 30      | Specialized      | BOH      | 2010  |
| Cofidis, Solutions Crédits         | Frankrijk                    | 31      | De Rosa          | COF      | 1997  |
| EF Education-EasyPost              | Verenigde Staten             | 31      | Cannondale       | EFN      | 2005  |
| Groupama-FDJ                       | Frankrijk                    | 28      | Lapierre         | GFC      | 1997  |
| INEOS Grenadiers                   | Verenigd Koninkrijk          | 31      | Pinarello        | IGD      | 2010  |
| Intermarché-Wanty-Gobert Matériaux | België                       | 31      | CUBE             | IWG      | 2008  |
| Israel-Premier Tech                | Israël                       | 31      | Factor           | ISN      | 2015  |
| Lotto Soudal                       | België                       | 27      | Ridley           | LTS      | 1985  |
| Movistar Team                      | Spanje                       | 29      | Canyon           | MOV      | 2004  |
| Quick Step-Alpha Vinyl             | België                       | 31      | Specialized      | DQT      | 2003  |
| Team BikeExchange Jayco            | Australië                    | 29      | Giant            | BEX      | 2012  |
| Team DSM                           | Nederland                    | 28      | Scott            | DSM      | 1998  |
| Team Jumbo-Visma                   | Nederland                    | 29      | Cervélo          | TJV      | 1996  |
| Trek-Segafredo                     | Verenigde Staten             | 31      | Trek             | TFS      | 2010  |
| UAE Team Emirates                  | Verenigde Arabische Emiraten | 30      | Colnago          | UAD      | 1992  |

## Wedstrijden
De volgende wedstrijden maakten in 2022 deel uit van de UCI World Tour. De Benelux Tour werd afgelast, omdat de veiligheid niet gegarandeerd kon worden tijdens de etappes in Nederland:
| Datum                    | Koers                                     | Winnaar                                   | Winnaar                                   | Klassementsleider tussenstand UCI-ranking | Ploegenklassement UCI-ranking |
| ------------------------ | ----------------------------------------- | ----------------------------------------- | ----------------------------------------- | ----------------------------------------- | ----------------------------- |
| 18–23 januari            | Tour Down Under                           | Geannuleerd in verband met coronapandemie | Geannuleerd in verband met coronapandemie | Tadej Pogačar                             | Terengganu Polygon CT         |
| 30 januari               | Cadel Evans Great Ocean Road Race         | Geannuleerd in verband met coronapandemie | Geannuleerd in verband met coronapandemie | Tadej Pogačar                             | UAE Team Emirates             |
| 20–26 februari           | Ronde van de Verenigde Arabische Emiraten | Tadej Pogačar                             | UAE Team Emirates                         | Tadej Pogačar                             | UAE Team Emirates             |
| 26 februari              | Omloop Het Nieuwsblad                     | Wout van Aert                             | Team Jumbo-Visma                          | Tadej Pogačar                             | UAE Team Emirates             |
| 5 maart                  | Strade Bianche                            | Tadej Pogačar                             | UAE Team Emirates                         | Tadej Pogačar                             | UAE Team Emirates             |
| 6–13 maart               | Parijs-Nice                               | Primož Roglič                             | Team Jumbo-Visma                          | Tadej Pogačar                             | UAE Team Emirates             |
| 7–13 maart               | Tirreno-Adriatico                         | Tadej Pogačar                             | UAE Team Emirates                         | Tadej Pogačar                             | UAE Team Emirates             |
| 19 maart                 | Milaan-San Remo                           | Matej Mohorič                             | Bahrain Victorious                        | Tadej Pogačar                             | UAE Team Emirates             |
| 23 maart                 | Classic Brugge-De Panne                   | Tim Merlier                               | Alpecin-Fenix                             | Tadej Pogačar                             | UAE Team Emirates             |
| 25 maart                 | E3 Saxo Bank Classic                      | Wout van Aert                             | Team Jumbo-Visma                          | Tadej Pogačar                             | UAE Team Emirates             |
| 21–27 maart              | Ronde van Catalonië                       | Sergio Higuita                            | BORA-hansgrohe                            | Tadej Pogačar                             | UAE Team Emirates             |
| 27 maart                 | Gent-Wevelgem                             | Biniam Girmay                             | Intermarché-Wanty-Gobert Matériaux        | Tadej Pogačar                             | UAE Team Emirates             |
| 30 maart                 | Dwars door Vlaanderen                     | Mathieu van der Poel                      | Alpecin-Fenix                             | Tadej Pogačar                             | UAE Team Emirates             |
| 3 april                  | Ronde van Vlaanderen                      | Mathieu van der Poel                      | Alpecin-Fenix                             | Tadej Pogačar                             | UAE Team Emirates             |
| 4-9 april                | Ronde van het Baskenland                  | Daniel Martínez                           | INEOS Grenadiers                          | Tadej Pogačar                             | UAE Team Emirates             |
| 10 april                 | Amstel Gold Race                          | Michał Kwiatkowski                        | INEOS Grenadiers                          | Tadej Pogačar                             | UAE Team Emirates             |
| 17 april                 | Parijs-Roubaix                            | Dylan van Baarle                          | INEOS Grenadiers                          | Tadej Pogačar                             | UAE Team Emirates             |
| 20 april                 | Waalse Pijl                               | Dylan Teuns                               | Bahrain Victorious                        | Tadej Pogačar                             | UAE Team Emirates             |
| 24 april                 | Luik-Bastenaken-Luik                      | Remco Evenepoel                           | Quick Step-Alpha Vinyl                    | Tadej Pogačar                             | UAE Team Emirates             |
| 26 april–1 mei           | Ronde van Romandië                        | Aleksandr Vlasov                          | BORA-hansgrohe                            | Tadej Pogačar                             | Team Jumbo-Visma              |
| 1 mei                    | Eschborn-Frankfurt                        | Sam Bennett                               | BORA-hansgrohe                            | Tadej Pogačar                             | Team Jumbo-Visma              |
| 6 mei–29 mei             | Ronde van Italië                          | Jai Hindley                               | BORA-hansgrohe                            | Tadej Pogačar                             | Team Jumbo-Visma              |
| 5 juni–12 juni           | Critérium du Dauphiné                     | Primož Roglič                             | Team Jumbo-Visma                          | Tadej Pogačar                             | INEOS Grenadiers              |
| 12–19 juni               | Ronde van Zwitserland                     | Geraint Thomas                            | INEOS Grenadiers                          | Tadej Pogačar                             | Team Jumbo-Visma              |
| 1–24 juli                | Ronde van Frankrijk                       | Jonas Vingegaard                          | Team Jumbo-Visma                          | Tadej Pogačar                             | Team Jumbo-Visma              |
| 30 juli                  | Clásica San Sebastián                     | Remco Evenepoel                           | Quick Step-Alpha Vinyl                    | Tadej Pogačar                             | Team Jumbo-Visma              |
| 30 juli–5 augustus       | Ronde van Polen                           | Ethan Hayter                              | INEOS Grenadiers                          | Tadej Pogačar                             | Team Jumbo-Visma              |
| 7–13 augustus            | / Benelux Tour                            | niet verreden                             | niet verreden                             | Tadej Pogačar                             | Team Jumbo-Visma              |
| 21 augustus              | BEMER Cyclassics                          | Marco Haller                              | BORA-hansgrohe                            | Tadej Pogačar                             | Team Jumbo-Visma              |
| 28 augustus              | Bretagne Classic                          | Wout van Aert                             | Team Jumbo-Visma                          | Tadej Pogačar                             | Team Jumbo-Visma              |
| 9 september              | Grote Prijs van Quebec                    | Benoît Cosnefroy                          | AG2R-Citroën                              | Tadej Pogačar                             | Team Jumbo-Visma              |
| 19 augustus–11 september | Ronde van Spanje                          | Remco Evenepoel                           | Quick Step-Alpha Vinyl                    | Tadej Pogačar                             | Team Jumbo-Visma              |
| 11 september             | Grote Prijs van Montreal                  | Tadej Pogačar                             | UAE Team Emirates                         | Tadej Pogačar                             | Team Jumbo-Visma              |
| 8 oktober                | Ronde van Lombardije                      | Tadej Pogačar                             | UAE Team Emirates                         | Tadej Pogačar                             | Team Jumbo-Visma              |
| 13–18 oktober            | Ronde van Guangxi                         | niet verreden                             | niet verreden                             | Tadej Pogačar                             | Team Jumbo-Visma              |

Ronde van de Verenigde Arabische Emiraten ·
Omloop Het Nieuwsblad ·
Strade Bianche ·
Parijs-Nice · 
Tirreno-Adriatico · 
Milaan-San Remo ·
Ronde van Catalonië ·
Driedaagse Brugge-De Panne ·
E3 Saxo Bank Classic ·
Gent-Wevelgem ·
Dwars door Vlaanderen ·
Ronde van Vlaanderen ·
Ronde van het Baskenland ·
Amstel Gold Race ·
Parijs-Roubaix ·
Waalse Pijl ·
Luik-Bastenaken-Luik ·
Ronde van Romandië ·
Eschborn-Frankfurt ·
Ronde van Italië ·
Critérium du Dauphiné ·
Ronde van Zwitserland ·
Ronde van Frankrijk ·
Clásica San Sebastián ·
Ronde van Polen ·
BEMER Cyclassics ·
Bretagne Classic ·
Benelux Tour ·
Ronde van Spanje ·
GP van Quebec · 
GP van Montreal · 
Ronde van Lombardije ·
Ronde van Guangxi ·
AG2R-Citroën · Astana Qazaqstan · Bahrain Victorious · BORA-hansgrohe · Cofidis · EF Education-EasyPost · Groupama-FDJ · INEOS Grenadiers · Intermarché-Wanty-Gobert Matériaux · Israel-Premier Tech · Lotto Soudal · Movistar Team · Quick Step-Alpha Vinyl · Team BikeExchange Jayco · Team DSM · Team Jumbo-Visma · Trek-Segafredo · UAE Team Emirates
2011 · 2012 · 2013 · 2014 · 2015 · 2016 · 2017 · 2018 · 2019 · 2020 · 2021 · 2022 · 2023 · 2024 · 2025
Tour Down Under · Great Ocean Road Race · Ronde van de Verenigde Arabische Emiraten · Omloop Het Nieuwsblad · Strade Bianche · Parijs-Nice · Tirreno-Adriatico · Milaan-San Remo · Ronde van Catalonië · Classic Brugge-De Panne · E3 Harelbeke · Gent-Wevelgem · Dwars door Vlaanderen · Ronde van Vlaanderen · Ronde van het Baskenland · Parijs-Roubaix · Amstel Gold Race · Waalse Pijl · Luik-Bastenaken-Luik · Ronde van Romandië · Eschborn-Frankfurt · Ronde van Italië · Ronde van Auvergne-Rhône-Alpes · Ronde van Zwitserland · Copenhagen Sprint · Ronde van Frankrijk · Clásica San Sebastián · Ronde van Polen · Cyclassics Hamburg · Renewi Tour · Ronde van Spanje · Bretagne Classic · GP van Québec · GP van Montréal · Ronde van Lombardije · Ronde van Guangxi